# Будзиська (Куявсько-Поморське воєводство)
Будзиська (пол. Budziska) — село в Польщі, у гміні Скрвільно Рипінського повіту Куявсько-Поморського воєводства.
Населення — 132 особи (2011).
У 1975-1998 роках село належало до Влоцлавського воєводства.

## Демографія
Демографічна структура станом на 31 березня 2011 року:
|          | Загалом | Допрацездатний вік | Працездатний вік | Постпрацездатний вік |
| -------- | ------- | ------------------ | ---------------- | -------------------- |
| Чоловіки | 74      | 6                  | 53               | 15                   |
| Жінки    | 58      | 11                 | 29               | 18                   |
| Разом    | 132     | 17                 | 82               | 33                   |